# Frankie (Sister Sledge)
Frankie is een nummer van de Amerikaanse muziekgroep Sister Sledge uit 1985. Het is de eerste single van hun achtste studioalbum When the Boys Meet the Girls.

## Achtergrondinformatie
Het nummer werd geschreven door Denise Rich, toen ze tijdens een vlucht tussen de Verenigde Staten en Zwitserland aan het dromen was. De tekst gaat over Frank Sinatra. Er deed een misverstand de ronde dat het nummer over Frankie Goes to Hollywood zou gaan. De plaat werd door Chic-frontman Nile Rodgers geproduceerd, die voor Sister Sledge ook de eerdere hits He's the Greatest Dancer en We Are Family produceerde. Volgens Kathy Sledge haatte Rodgers het nummer toen de groep hem het nummer aanbood, maar een week later zei Rodgers dat hij het nummer niet meer uit zijn hoofd kreeg en raadde hij de zusjes aan het op te nemen.
"Frankie" flopte in de Amerikaanse Billboard Hot 100 met een 75e positie, maar werd wel in een aantal Europese landen een hit, waaronder het Nederlandse taalgebied. In de Nederlandse Top 40 bereikte het nummer de 9e positie, en in de Vlaamse Radio 2 Top 30 de 4e.

## Tracklijst
- 7"

1. "Frankie" - 3:53
2. "Hold Out Poppy" - 3:57